# Оджха, Луджендра
Луджендра Оджха (иногда некорректно передаётся как Лухендра Ойха, англ. Lujendra Ojha, непальск. लुजेन्द्र ओझा; род. 1990) — американский планетолог непальского происхождения, который, будучи аспирантом под научным руководством планетарного геолога Альфреда Макьюэна, в 2010-х годах обнаружил убедительные доказательства присутствия жидкой воды на Марсе — что на поверхности планеты присутствуют сезонные потоки жидкого раствора солей. С 2017 года работает младшим научным сотрудником Университета Джонса Хопкинса.

## Биография
Сын непальского геолога. Совершил своё открытие, будучи зачислен в аспирантуру по планетологии в Технологическом институте Джорджии. Изучая снимки, сделанные камерой Mars Reconnaissance Orbiter, обнаружил тёмные «повторяющиеся линии на склонах» и предположил, что они могут представлять потоки воды.
Оджха также играл на электрогитаре в хэви-металлической группе Gorkha.

## Награды
Награды и отличия?
- Особое признание — Канцелярия губернатора. Дуглас А. Дьюси (губернатор, Аризона)
- Национальный научный фонд (2015) — Премия за выдающиеся достижения в исследованиях
- Лунный и планетарный институт (2013) — Награда Team-X за заслуги
- Университет Аризоны (2012) — первое место в области физических исследований. Ежегодная студенческая выставка.
- Университет Аризоны (2011) — Премия почётного президента
- Награда за групповые достижения: научная группа HiRISE, НАСА (2011)